# Péter Simon
Pour les articles homonymes, voir Simon.
Péter Simon, né le 14 octobre 1991 à Marcali, est un coureur cycliste hongrois.

## Palmarès et résultats

### Palmarès par année
- 2010
  -  Champion de Hongrie du contre-la-montre par équipes
  - 1re étape du Tour de Pécs
  - 3e du championnat de Hongrie de la montagne espoirs
- 2011
  -  Champion de Hongrie du contre-la-montre par équipes
  - 2e du championnat de Hongrie de la montagne espoirs
- 2012
  -  Champion de Hongrie sur route espoirs
  -  Champion de Hongrie de la montagne espoirs
- 2013
  -  Champion de Hongrie sur route espoirs
  -  Champion de Hongrie de la montagne espoirs
- 2016
  - 1re étape du Tour de Pelso

### Classements mondiaux
| Année           | 2011   | 2012 | 2013 | 2014 | 2015 | 2016   | 2017 | 2018   |
| --------------- | ------ | ---- | ---- | ---- | ---- | ------ | ---- | ------ |
| UCI Europe Tour | 1 157e | 901e | 607e |      | 730e | 1 171e |      | 1 705e |